# باد لوبنشتاين
باد لوبن اشتاين (بالألمانية: Bad Lobenstein) هي بلدة ألمانية تقع في ألمانيا في تورينغن.  يقدر عدد سكانها بـ 6,820 نسمة .

## المدن التوأمة
مدن بلفور و ليونبرغ هي مدن توأمة لـباد لوبن اشتاين.

## أعلام
- هينريتش ألبرت
- هانس كولهوف